# Дріпетіна
Дріпетіна (? - 66 до н. е.) — Понтійська царівна, дочка Мітрідата VI Євпатора.

## Життєпис
Була молодшою дочкою понтійського царя Мітрідата VI Євпатора та його сестри Лаодики.
У 66 до н. е. тяжко захворіла і була залишена батьком у фортеці Синорні (у Малій Вірменії ) під опікою царського євнуха Менофіла, який її вилікував. Коли фортеця була обложена римлянами під командуванням легата Манлія Пріска, Менофіл вирішив убити царівну, щоб вона уникла принижень у полоні.
Царівна була вбита євнухом, після чого той наклав на себе руки, кинувшись на меч.